# Граф Феррерс

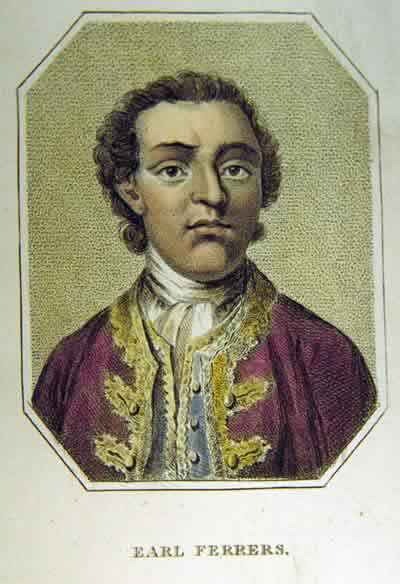
Лоуренс Ширли, 4-й граф Феррерс (1720—1760), гравюра 1810 года

Граф Феррерс (англ. Earl Ferrers) — наследственный титул в системе Пэрства Великобритании.

## История
Титул графа Феррарса был создан 1 сентября 1711 года для Роберта Ширли, 13-го барона Феррерса из Чартли (1650—1717). Семья Ширли происходила от Джорджа Ширли (1559—1622) из Аствелл Касла в графстве Нортгемптоншир. В 1611 году для него был создан титул баронета из Стонтон Гарольд в графстве Лестер (Баронетство Англии).
Ему наследовал его сын, Генри Ширли, 2-й баронет (ок. 1588—1633). В 1616 году он женился на леди Дороти Деверё (ум. 1636), дочери Роберта Деверё, 2-го графа Эссекса. После смерти её брата Роберта Деверё, 3-го графа Эссекса, она стала наследницей титула барона Феррерс из Чартри и барона Баучер. Его преемником стал его старший сын, Чарльз Ширли, 3-й баронет (1623—1646). Он умер неженатым, графский титул унаследовал его младший брат, Роберт Ширли, 4-й баронет (ум. 1656). По приказу Оливера Кромвеля он был заключен в Лондонский Тауэр, где скончался в 1656 году. После его смерти титул перешел к его старшему сыну, Сеймуру Ширли, 5-му баронету (1647—1667). Он умер в раннем возрасте, его преемником стал его посмертный сын, Роберт Ширли, 6-й баронет (1668—1669). Он скончался в младенчестве, титул унаследовал его дядя, Роберт Ширли, 7-й баронет (1650—1717).
В 1677 году английский король Карл II утвердил за ним титул барона Феррерса из Чартли. Роберт Ширли, 7-й баронет, стал 13-м бароном Феррерс из Чартли. Он занимал должности шталмейстера и лорда-стюарда королевы Екатерины Браганса, а также являлся лордом-лейтенантом графства Стаффордшир (1687). В 1711 году для него был создан титул виконта Тамворта из Тамворта в графстве Стаффордшир и графа Феррерса (пэрство Великобритании). В 1717 году титул барона Феррерс из Чартли он передал своей внучке Элизабет Комптон (1694—1741), жене Джеймса Комптона, 5-го графа Нортгемптона. Она была дочерью достопочтенного Роберта Ширли (1673—1698), старшего сына 1-го графа Феррерса, который скончался при жизни своего отца. Графский титул унаследовал его второй сын, Вашингтон Ширли, 2-й граф Феррерс (1677—1729). Он занимал пост лорда-лейтенанта графства Стаффордшир (1725—1729). Он скончался бездетным, и ему наследовал его младший брат, Генри Ширли, 3-й граф Феррерс (1691—1745). Он также был лордом-лейтенантом Стаффордшира (1731—1742).
В 1745 году после смерти неженатого 3-го графа ему наследовал его племянник, Лоуренс Ширли, 4-й граф Феррерс (1720—1760). Он был сыном достопочтенного Лоуренса Ширли, третьего сына 1-го графа. Лорд Феррерс убил мистера Джонсона, стюардта в его владениях, был осужден за убийство и повешен в Тайберне 5 мая 1760 года. Он был последним британским пэром, приговоренным судом к смерти. Ему наследовал его младший брат, Вашингтон Ширли, 5-й граф Феррерс (1722—1778). Он имел чин вице-адмирала королевского флота и являлся великим магистром первой масонской ложи Великобритании (1762—1764). Он скончался бездетным, и ему наследовал его младший брат, Роберт Ширли, 6-й граф Феррерс (1723—1787). Его старший сын и тёзка, Роберт Ширли, 7-й граф Феррерс (1756—1827), умер бездетным, и его преемником стал его младший брат, Вашингтон Ширли, 8-й граф Феррерс (1760—1842), третий сын 6-го графа. После его смерти титулы перешли к его внуку и тезке, Вашингтону Ширли, 9-му графу (1822—1859). Он был сыном Роберта Уильяма Ширли, виконта Тамворта (1783—1830), старшего сына 8-го графа. Его сменил его сын, Севаллис Ширли, 10-й граф Феррерс (1847—1912). После его смерти в 1912 году прямая линия наследования от 6-го графа Феррерса прервалась. Его преемником стал его троюродный брат, Уолтер Ширли, 11-й граф Феррерс (1864—1937). Он был потомком преподобного Уолтера Ширли, младшего брата 4-го, 5-го и 6-го графов.
В дальнейшем обладателем графского титула являлся его внук, Роберт Вашингтон Ширли, 13-й граф Феррерс (1929—2012), сменивший своего отца в 1954 году. Лорд Феррерс был видным консервативным политиком, он занимал пост лорда-в-ожидании в консервативной администрации в 1962—1964, 1971—1974 годах. Также он стал одним из 90 наследственных пэров, которые сохранили свои места в Палате лордов после принятия верхней палатой акта о пэрах 1999 года. По состоянию на 2025 год, титулы принадлежат его старшему сыну, Роберту Уильяму Ширли, 14-му графу Феррерсу (род. 1952), который наследовал отцу в 2014 году.
Граф Феррерс — старейший из графских титулов в системе Пэрства Великобритании.

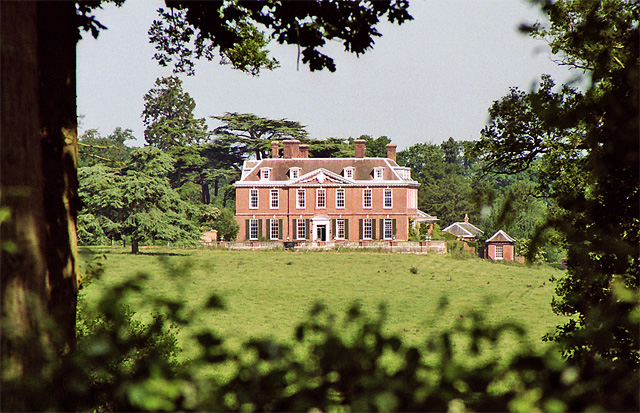
Дитчингем-холл, резиденция графов Феррерс

Родовая резиденция — Дитчингем-холл возле деревни Дитчингем в графстве Норфолк.

## Баронеты Ширли из Стонтон Гарольд (1611)

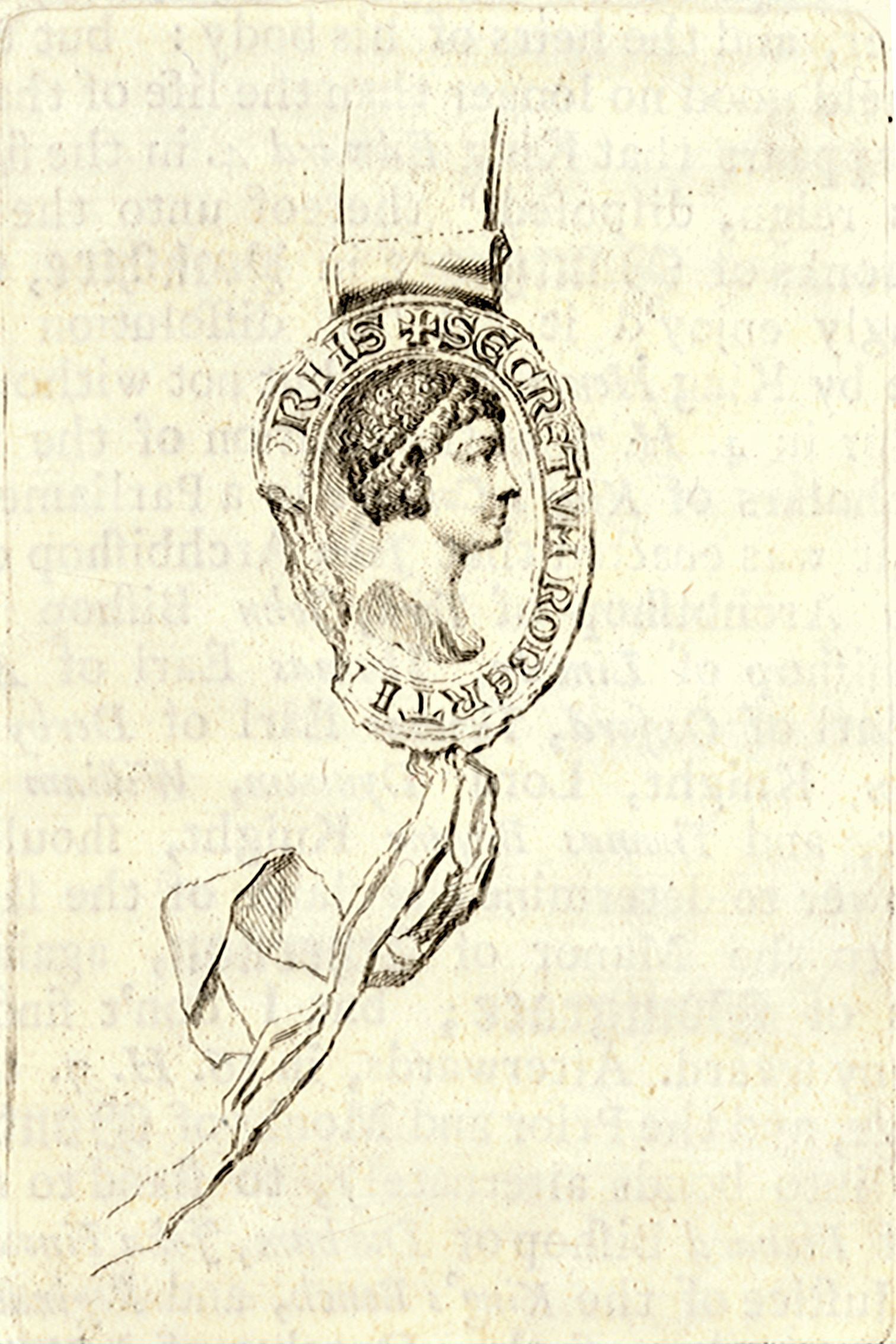
Печать Роберта Ширли, 7-го баронета и 1-го графа Феррераса

- 1611—1622: Сэр Джордж Ширли, 1-й баронет (1559 — 27 апреля 1622), сын Джона Ширли (ум. 1570);
- 1622—1633: Сэр Генри Ширли, 2-й баронет (ок. 1588 — 8 февраля 1633), сын предыдущего;
- 1633—1646: Сэр Чарльз Ширли, 3-й баронет (9 сентября 1623 — 7 июня 1646), старший сын предыдущего;
- 1646—1656: Сэр Роберт Ширли, 4-й баронет (ум. 6 ноября 1656), младший брат предыдущего;
- 1656—1667: Сэр Сеймур Ширли, 5-й баронет (23 января 1646 — 16 июля 1667), старший сын предыдущего;
- 1668—1669: Сэр Роберт Ширли, 6-й баронет (январь 1668 — 8 марта 1669), единственный сын предыдущего;
- 1669—1717: Сэр Роберт Ширли, 7-й баронет (20 октября 1650 — 25 декабря 1717), третий сын 4-го баронета, барон Феррерс из Чартли с 1677 года и граф Феррерс с 1711 года.

## Графы Феррерс (1711)
- 1711—1717: Роберт Ширли, 1-й граф Феррерс (20 октября 1650 — 25 декабря 1717), третий сын Роберта Ширли, 4-го баронета;
- 1717—1729: Вашингтон Ширли, 2-й граф Феррерс (22 июня 1677 — 14 апреля 1729), второй сын предыдущего от первого брака;
- 1729—1745: Генри Ширли, 3-й граф Феррерс (14 апреля 1691 — 6 августа 1745), третий сын 1-го графа от первого брака;
- 1745—1760: Лоуренс Ширли, 4-й граф Феррерс (18 августа 1720 — 5 мая 1760), старший сын достопочтенного Лоуренса Ширли (1693—1743) и внук 1-го графа Феррерса;
- 1760—1778: Вице-адмирал Вашингтон Ширли, 5-й граф Феррерс (26 мая 1722 — 11 октября 1778), младший брат предыдущего;
- 1778—1787: Роберт Ширли, 6-й граф Феррерс (20 июля 1723 — 17 апреля 1787), младший брат предыдущего;
- 1787—1827: Роберт Ширли, 7-й граф Феррерс (21 сентября 1756 — 2 мая 1827), старший сын предыдущего;
- 1827—1842: Вашингтон Ширли, 8-й граф Феррерс (13 ноября 1760 — 2 октября 1842), младший брат предыдущего;
- 1842—1859: Вашингтон Севаллис Ширли, 9-й граф Феррерс (3 января 1822 — 13 марта 1859), старший сын Роберта Уильяма Ширли, виконта Тамворта (1783—1830) и внук 8-го графа Феррерса;
- 1859—1912: Севаллис Эдвард Ширли, 10-й граф Феррерс (24 января 1847 — 26 июля 1912), сын предыдущего;
- 1912—1937: Уолтер Ширли, 11-й граф Феррерс (5 июня 1864 — 2 февраля 1937), старший сын преподобного Уолтера Ваддингтона Ширли (1828—1866) и потомок достопочтенного Лоуренса Ширли (1693—1743), сына 1-го графа Феррерса;
- 1937—1954: Роберт Уолтер Ширли, 12-й граф Феррерс (7 июля 1894 — 11 октября 1954), старший сын предыдущего;
- 1954—2012: Роберт Вашингтон Ширли, 13-й граф Феррерс (8 июня 1929 — 13 ноября 2012), единственный сын предыдущего;
- 2012 — настоящее время: Роберт Уильям Сасвало Ширли, 14-й граф Феррерс (род. 29 декабря 1952), старший сын предыдущего;
  - Наследник: Уильям Роберт Чарльз Ширли, виконт Тамворт (род. 10 декабря 1984), старший сын предыдущего;
    - Наследник: достопочтенный Альфред Ричард Роберт Ширли (род. 27 апреля 2023), старший сын предыдущего.